# Angola ai Giochi della XXX Olimpiade
L'Angola ha partecipato alle Giochi della XXX Olimpiade di Londra, svolte dal 27 luglio al 12 agosto 2012, con una delegazione di 34 atleti senza ottenere alcuna medaglia.

## Atletica leggera
Uomini
| Atleta         | Gara  | Batteria | Batteria  | Quarto di finale | Quarto di finale | Semifinale      | Semifinale      | Finale          | Finale          |
| Atleta         | Gara  | Tempo    | Posizione | Tempo            | Posizione        | Tempo           | Posizione       | Tempo           | Posizione       |
| -------------- | ----- | -------- | --------- | ---------------- | ---------------- | --------------- | --------------- | --------------- | --------------- |
| Manuel António | 800 m | 1'52"54  | 7         | N.D.             | N.D.             | Non qualificato | Non qualificato | Non qualificato | Non qualificato |

Donne
| Atleta           | Gara  | Batteria | Batteria  | Quarto di finale | Quarto di finale | Semifinale      | Semifinale      | Finale          | Finale          |
| Atleta           | Gara  | Tempo    | Posizione | Tempo            | Posizione        | Tempo           | Posizione       | Tempo           | Posizione       |
| ---------------- | ----- | -------- | --------- | ---------------- | ---------------- | --------------- | --------------- | --------------- | --------------- |
| Felismina Cavela | 800 m | 2'10"95  | 5         | N.D.             | N.D.             | Non qualificata | Non qualificata | Non qualificata | Non qualificata |

## Pallacanestro

### Torneo femminile

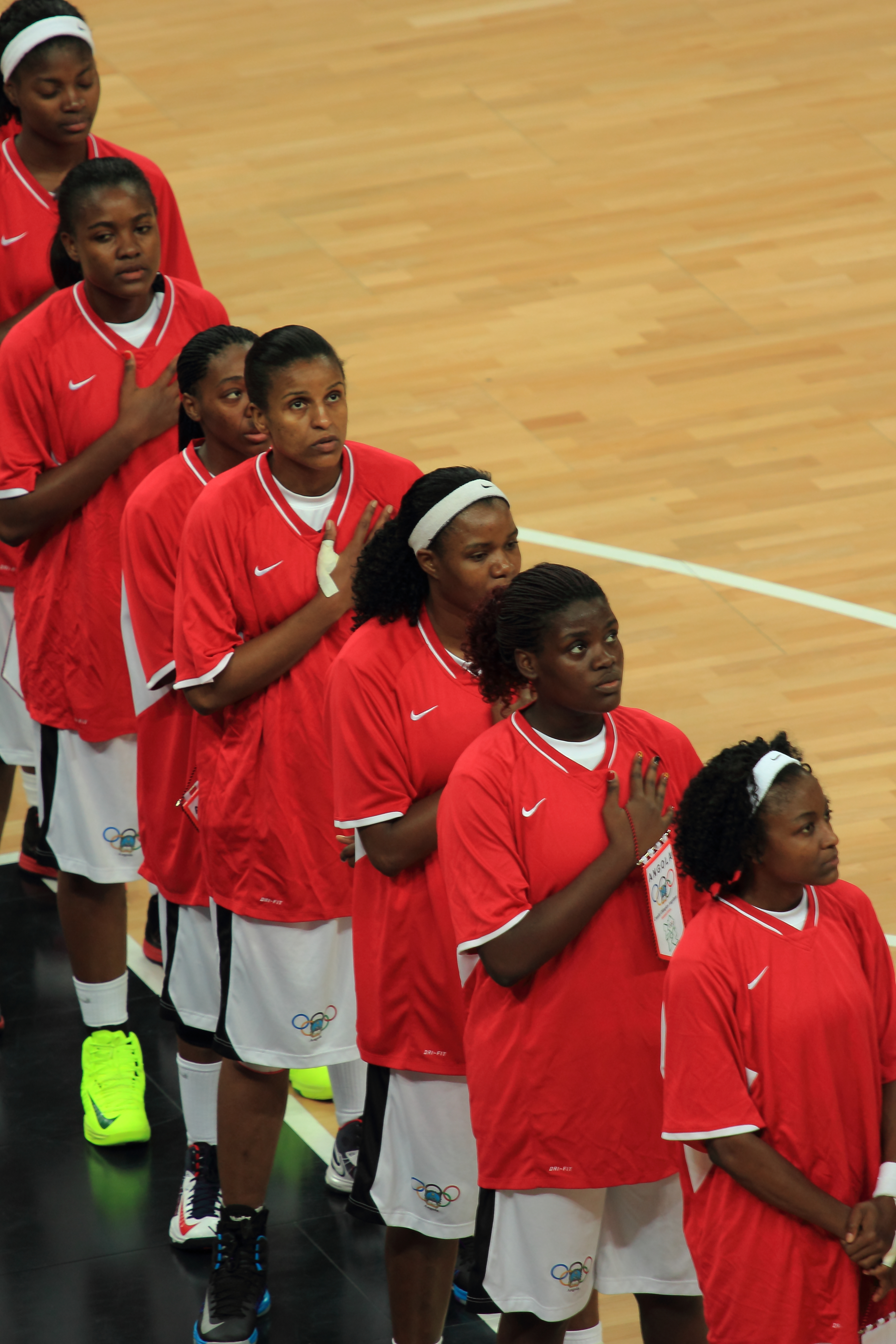
Giocatrici dell'Angola prima della partita contro la Croazia

Squadra
Allenatore:  Aníbal Moreira
| N. | Giocatrice         |
| -- | ------------------ |
| 4  | Catarina Camufal   |
| 5  | Ana Gonçalves      |
| 6  | Felizarda Jorge    |
| 7  | Ângela Cardoso     |
| 8  | Fineza Eusébio     |
| 9  | Madalena Félix     |
| 10 | Sónia Guadalupe    |
| 11 | Luísa Tomás        |
| 12 | Astrida Vicente    |
| 13 | Nacissela Maurício |
| 14 | Nadir Manuel       |
| 15 | Ngiendula Filipe   |

Classifica
| Squadra     | P.ti | G | V | P | PF  | PS  | DP   |
| ----------- | ---- | - | - | - | --- | --- | ---- |
| Stati Uniti | 10   | 5 | 5 | 0 | 462 | 279 | +183 |
| Turchia     | 9    | 5 | 4 | 1 | 343 | 316 | +27  |
| Cina        | 8    | 5 | 3 | 2 | 346 | 363 | -17  |
| Rep. Ceca   | 7    | 5 | 2 | 3 | 346 | 332 | +14  |
| Croazia     | 6    | 5 | 1 | 4 | 324 | 379 | -55  |
| Angola      | 5    | 5 | 0 | 5 | 243 | 395 | -152 |

Partite
| Arbitri: | Elena Chernova Vitalis Gode Fernando Sampietro |

|              |          |                 |
| Palazoğlu 13 | Punti    | 11 Maurício     |
| Vardarlı 5   | Assist   | 2 Camufal       |
| Çağlar 7     | Rimbalzi | 5 Manuel, Tomás |

| Arbitri: | Carole Delauné Marcos Benito Robert Lottermoser |

|                    |          |           |
| Guadalupe 11       | Punti    | 14 Parker |
| Manuel 2           | Assist   | 5 Bird    |
| Manuel, Maurício 6 | Rimbalzi | 12 Parker |

| Arbitri: | Christos Christodoulou Samir Abaakil Shenal Bendke |

|        |          |                  |
| Ma 15  | Punti    | 12 Guadalupe     |
| Miao 5 | Assist   | 2 tre giocatrici |
| Gao 9  | Rimbalzi | 9 Tomás          |

| Arbitri: | Stephen Seibel Shoko Suguro Ling Peng |

|            |          |            |
| Tomás 15   | Punti    | 23 Lelas   |
| Maurício 4 | Assist   | 5 Mandir   |
| Tomás 8    | Rimbalzi | 8 Vrsaljko |

| Arbitri: | Rabah Noujaim Vaughan Mayberry Vitalis Gode |

|                      |          |             |
| Maurício 18          | Punti    | 20 Zrůstová |
| Eusébio, Guadalupe 2 | Assist   | 4 Elhotová  |
| Manuel 11            | Rimbalzi | 9 Horáková  |

## Pugilato
Uomini
| Atleta      | Gara         | Sedicesimi           | Quarti di finale     | Semifinali           | Finale               | Finale          |
| Atleta      | Gara         | Avversario Risultato | Avversario Risultato | Avversario Risultato | Avversario Risultato | Posizione       |
| ----------- | ------------ | -------------------- | -------------------- | -------------------- | -------------------- | --------------- |
| Tumba Silva | Mediomassimi | Russo P WO           | Non qualificato      | Non qualificato      | Non qualificato      | Non qualificato |

## Canoa/kayak

### Sprint
| Atleta                                   | Gara                   | Batteria | Batteria  | Semifinali | Semifinali | Finale          | Finale              |
| Atleta                                   | Gara                   | Tempo    | Posizione | Tempo      | Posizione  | Tempo           | Posizione           |
| ---------------------------------------- | ---------------------- | -------- | --------- | ---------- | ---------- | --------------- | ------------------- |
| Nelson Henriques                         | C1 200 metri maschile  | 55.268   | 6         | 50.876     | 8          | Non qualificato | Non qualificato     |
| Fortunato Luis Pacavira                  | C1 1000 metri maschile | 4:39.723 | 6         | 4:43.027   | 7          | 4:35.017        | 14 (6° in Finale B) |
| Nelson Henriques Fortunato Luis Pacavira | C2 1000 metri maschile | 4:16.478 | 6         | 4:18.543   | 5          | 4:15.497        | 12 (4° in Finale B) |

## Pallamano

### Torneo femminile
Squadra
Allenatore:  Vivaldo Eduardo
| N. | Giocatrice       |
| -- | ---------------- |
| 1  | Neide Barbosa    |
| 2  | Joelma Viegas    |
| 7  | Carolina Morais  |
| 8  | Nair Almeida     |
| 9  | Isabel Guialo    |
| 10 | Isabel Fernandes |
| 11 | Luísa Kiala      |
| 12 | Cristina Direito |
| 14 | Natália Bernardo |
| 15 | Azenaide Carlos  |
| 17 | Ana Barros       |
| 18 | Marcelina Kiala  |
| 20 | Marta Santos     |
| 21 | Magda Cazanga    |

Classifica Girone
| Squadra       | P.ti | G | V | N | P | PF  | PS  | DP  |
| ------------- | ---- | - | - | - | - | --- | --- | --- |
| Brasile       | 8    | 5 | 4 | 0 | 1 | 137 | 122 | +15 |
| Croazia       | 8    | 5 | 4 | 0 | 1 | 145 | 115 | +30 |
| Russia        | 7    | 5 | 3 | 1 | 1 | 151 | 126 | +26 |
| Montenegro    | 5    | 5 | 2 | 1 | 2 | 137 | 123 | +14 |
| Angola        | 2    | 5 | 1 | 0 | 4 | 132 | 142 | -10 |
| Gran Bretagna | 0    | 5 | 0 | 0 | 5 | 91  | 166 | -52 |

Partite
| Londra 28 luglio 2012, ore 9:30 BST | Russia             | 30 – 27 (16-11) referto | Angola | Copper Box (3.604 spett.)\| Arbitro: \| Nachevski, Nikolov \| |
| Arbitro:                            | Nachevski, Nikolov |                         |        |                                                               |

| Londra 30 luglio 2012, ore 9:30 BST | Angola          | 23 – 28 (11-13) referto | Croazia | Copper Box (3.892 spett.)\| Arbitro: \| Al-Nuaimi, Omar \| |
| Arbitro:                            | Al-Nuaimi, Omar |                         |         |                                                            |

| Londra 1º agosto 2012, ore 11:15 BST | Montenegro        | 30 – 25 (13-14) referto | Angola | Copper Box (4.354 spett.)\| Arbitro: \| Abdulla, Bamutref \| |
| Arbitro:                             | Abdulla, Bamutref |                         |        |                                                              |

| Londra 3 agosto 2012, ore 9:30 BST | Angola         | 31 – 25 (14-10) referto | Gran Bretagna | Copper Box (4.081 spett.)\| Arbitro: \| Florescu, Duţă \| |
| Arbitro:                           | Florescu, Duţă |                         |               |                                                           |

| Londra 5 agosto 2012, ore 9:30 BST | Brasile          | 29 – 26 (14-9) referto | Angola | Copper Box (4.585 spett.)\| Arbitro: \| Bartlett, Stokes \| |
| Arbitro:                           | Bartlett, Stokes |                        |        |                                                             |

## Judo
| Atleta          | Gara            | Trentaduesimi di finale | Sedicesimi di finale | Quarti di finale     | Semifinali           | Ripescaggio 1        | Ripescaggio 2        | Finale               | Finale          |
| Atleta          | Gara            | Avversario Risultato    | Avversario Risultato | Avversario Risultato | Avversario Risultato | Avversario Risultato | Avversario Risultato | Avversario Risultato | Posizione       |
| --------------- | --------------- | ----------------------- | -------------------- | -------------------- | -------------------- | -------------------- | -------------------- | -------------------- | --------------- |
| Antonia Moreira | 70 kg femminile |                         | Alvear P 0001–0100   | Non qualificata      | Non qualificata      | Non qualificata      | Non qualificata      | Non qualificata      | Non qualificata |

## Nuoto
Uomini
| Atleta        | Gara                     | Batteria | Batteria  | Semifinale | Semifinale | Finale          | Finale          |
| Atleta        | Gara                     | Tempo    | Posizione | Tempo      | Posizione  | Tempo           | Posizione       |
| ------------- | ------------------------ | -------- | --------- | ---------- | ---------- | --------------- | --------------- |
| Pedro Pinotes | 400 metri misti maschile | 4:24.69  | 30        | N.D.       | N.D.       | Non qualificato | Non qualificato |

Donne
| Atleta            | Gara                            | Batteria | Batteria  | Semifinale      | Semifinale      | Finale          | Finale          |                 |
| Atleta            | Gara                            | Tempo    | Posizione | Tempo           | Posizione       | Tempo           | Posizione       |                 |
| ----------------- | ------------------------------- | -------- | --------- | --------------- | --------------- | --------------- | --------------- | --------------- |
| Mariana Henriques | 50 metri stile libero femminile | 31.36    | 61        | Non qualificata | Non qualificata | Non qualificata | Non qualificata | Non qualificata |

## Pugilato
Uomini
| Atleta      | Evento                | 16-esimi             | Ottavi               | Quarti               | Semifinali           | Finale               | Posizione |
| Atleta      | Evento                | Avversario Risultato | Avversario Risultato | Avversario Risultato | Avversario Risultato | Avversario Risultato | Posizione |
| ----------- | --------------------- | -------------------- | -------------------- | -------------------- | -------------------- | -------------------- | --------- |
| Tumba Silva | Pesi massimi (-91 kg) | N.D.                 | C. Russo P wo        | Non qualificato      | Non qualificato      | Non qualificato      | 9°        |